# Montfort (Alpes de Alta Provenza)
Montfort (Montfòrt en idioma provenzal clásico, Mount-Fort en provenzal de norma mistraliana) es una localidad y  comuna francesa, situada en el departamento de Alpes de Alta Provenza, en la región de Provenza-Alpes-Costa Azul.

## Historia
La localidad aparece mencionada en los mapas cartográficos de 1182 como Mons fortis.
Durante las guerras de religión, la villa fue tomada por las fuerzas de los huguenotes en 1575, y más tarde por los carcistas.
En 1792, tras la Revolución francesa, la comuna contaba con « société patriotique».

## Demografía
| 182             | 142 | 240 | 259 | 382 | 385 |
| (Fuente: INSEE) |     |     |     |     |     |

## Patrimonio artístico
- Castillo de 1574
- Iglesia de Sainte-Madeleine, siglo XVII.
- Ermita de Saint Donat, declarada monumento histórico del siglo XI[6]